# 조희 (배우)
조희(1977년 10월 30일 ~ )는 대한민국의 배우이다. 1996년 KBS 드라마 신세대 보고 어른들은 몰라요로 데뷔하였으며, 현재 수원과학대학 방송연예과에 재학 중이다.

## 출연작

### 드라마
- 1996년 《신세대 보고 어른들은 몰라요》
- 1997년 《남자 셋 여자 셋》
- 2008년 《흔들리지마》
- 2008년 《춘자네 경사났네》
- 2008년 《하얀 거짓말》
- 2008년 《스타의 연인》
- 2009년 《잘했군 잘했어》
- 2009년 《시티홀》
- 2009년 《2009 외인구단》
- 2009년 《두 아내》
- 2009년 《트리플》
- 2009년 《원시가족 뚜따 패밀리》
- 2009년 《보석비빔밥》
- 2009년 《망설이지마》
- 2010년 《민들레 가족》
- 2010년 《별순검 시즌3》